# Antide
Nella mitologia greca,  Antide  era il nome di una delle figlie di Giacinto.

## Il mito
Minosse aveva un figlio Androgeo, che gli ateniesi in un'imboscata uccisero. Il re era infuriato con il popolo e chiese vendetta, maledicendo il popolo tutto grazie ad una preghiera a Zeus, padre degli dei.
La maledizione ebbe effetto e gli ateniesi disperati cercarono un modo per porvi rimedio. Chiedendo ad un oracolo il responso fu chiaro: si doveva sacrificare qualcuno per salvare tutti.
Antide, insieme alle sorelle, furono scelti per placare il malefizio di Minosse; da qui e in seguito nacque il mito dei fanciulli sacrificati al Minotauro.

### Fonti
- Diodoro Siculo, Libro IV, 61

### Moderna
- Robert Graves, I miti greci, Milano, Longanesi, ISBN 88-304-0923-5.
- Angela Cerinotti, Miti greci e di roma antica, Prato, Giunti, 2005, ISBN 88-09-04194-1.